# District line
A District a londoni metróhálózat negyedik leghosszabb tagja a maga 64 kilométerével. Ezen a hatvannégy kilométeren összesen 60 állomás található, közülük 25 a föld alatt. A negyedik legforgalmasabb metróvonal.
A térképek zöld színnel jelölik.
Ennek a vonalnak van (az összes vonal között) a legtöbb elágazása:
- Edgware Road felé
- Kensington (Olympia) felé
- Wimbledon felé
- Ealing Broadway felé
- Richmond felé
- Upminster felé

## Történelem
A vonalat a Metropolitan District Railway építtette, és 1868-ban nyitották meg. Idővel kezdetét vette a vonal meghosszabbítása, illetve fejlesztése. Az 1930-as években már Uxbridge és Hounslow West között is közlekedett, amely szakaszon már a mai Piccadilly vonal halad. A vonal a mai formáját 1939. szeptember 30-án érte el.

## Általános információk
A vonalon C és D Stock nevet viselő szerelvények közlekedtek felváltva. A vonatok legtöbbjén található utastájékoztatási célt szolgáló információs kijelzők, valamint biztonsági kamerák, amelyeket egy központból folyamatosan figyelnek.
A szerelvények felújítása 2008. február 15-én fejeződött be. Ekkor az utolsó vonat is megkapta a fent említett kiegészítéseket.
A C és D Stock szerelvényeket, az új S7 Stock szerelvények váltják le. Az S7 Stock-ok egyterűek, és légkondícionáltak is, ezzel ezek lettek az első szerelvények a Londoni metrón, amelyek rendelkeznek klímaberendezéssel, és elejétől a végéig átjárhatóak, ellentétben a többi járművel, amelyeken csak szellőzők vannak, és több különálló kocsiból állnak.
Az elágazó vonalakon a vonatkövetési idő általában 10-15 perc.

## Állomáslista
Megjegyzés: A ma is ismert vonalon, Ny-K irányban! Zárójelben a nagyobb átszállási lehetőségek vannak megjelölve, míg vastagon szedve a nagyobb állomások.
- Ealing Broadway (végállomás) (Central)
- Ealing Common (Piccadilly)
- Acton Town (Piccadilly)
- Chiswick Park
- Turnham Green
- Stamford Brook
- Ravenscourt Park
- Hammersmith (Circle line, Hammersmith & City, Piccadilly)
- Barons Court (Piccadilly)
- West Kensington
- Earl’s Court (Piccadilly)
- Gloucester Road (Circle, Piccadilly)
- South Kensington (Circle, Piccadilly)
- Sloane Square (Circle)
- Victoria (Circle, Victoria)
- St James’s Park (Circle)
- Westminster (Circle, Jubilee)
- Embankment (Bakerloo, Circle, Northern)
- Temple (Circle)
- Blackfriars (Circle)
- Mansion House (Circle)
- Cannon Street (Circle)
- Monument (Central, Circle, Northern, Waterloo & City, DLR)
- Tower Hill (Circle)
- Aldgate East (Hammersmith & City)
- Whitechapel (Hammersmith & City, Overground)
- Stepney Green (Hammersmith & City)
- Mile End (Central, Hammersmith & City)
- Bow Road (Hammersmith & City, DLR)
- Bromley-by-Bow
- West Ham (Hammersmith & City, Jubilee)
- Plaistow (Hammersmith & City)
- Upton Park (Hammersmith & City)
- East Ham (Hammersmith & City)
- Barking (Hammersmith & City, Overground)
- Upney
- Becontree
- Dagenham Heathway
- Dagenham East
- Elm Park
- Hornchurch
- Upminster Bridge
- Upminster végállomás (Overground)

Edgware Road-i ág
- Edgware Road (Bakerloo, Circle, Hammersmith & City, Jubilee, Metropolitan)
- Paddington (Bakerloo, Circle, Hammersmith & City)
- Bayswater (Circle)
- Notting Hill Gate (Central, Circle)
- High Street Kensington

Wimbledoni ág
- West Brompton (Overground)
- Fulham Broadway
- Parsons Green
- Putney Bridge
- East Putney
- Southfields
- Wimbledon Park
- Wimbledon (Tramlink)

Kensingtoni ág
- Kensington (Olympia) (Overground)

Richmondi ág
- Gunnersbury (Overground)
- Kew Gardens (Overground)
- Richmond (Overground)